# سوزان ترافرز
سوزان ترافرز (بالإنجليزية: Susan Travers)‏ هي ممثلة بريطانية، ولدت في 18 فبراير 1939 في لندن في المملكة المتحدة.

## وصلات خارجية
- سوزان ترافرز على موقع IMDb (الإنجليزية)
- سوزان ترافرز على موقع ألو سيني (الفرنسية)
- سوزان ترافرز على موقع أول موفي (الإنجليزية)
- سوزان ترافرز على موقع قاعدة بيانات الأفلام السويدية (السويدية)
- سوزان ترافرز على موقع قاعدة بيانات الفيلم (الإنجليزية)